# Anton Krempl
Anton Krempl, slovenski duhovnik, zgodovinar, pesnik, pisatelj in narodni buditelj, * 29. januar 1790, Polički Vrh, † 21. december 1844, Mala Nedelja.

## Življenje
Anton Krempl se je rodil 29. januarja 1790 na Poličkem vrhu pri Gornji Radgoni očetu Mihaelu Kremplu in materi Magdaleni Zemlič. Izhajal je iz revne najemniške družine. Za krstnega botra mu je bil kaplan Anton Bohanec.
Ljudsko šolo je obiskoval v Gornji Radgoni, potem pa se je po zaslugi botra vpisal v gimnazijo v Mariboru. Gimnazijo je nadaljeval v Gradcu, kjer se je leta 1811 vpisal na bogoslovje. Že v tretjem letniku je bil posvečen v duhovnika. Po končanem študiju teologije je šel za kaplana v Svetinje pri Ljutomeru, že čez pol leta pa so ga premestili v Ormož. Tekom svojega življenja je služboval še na Ptuju, Sv. Lovrencu v Slovenskih goricah in nazadnje pri Mali Nedelji. V Mali Nedelji je tudi umrl in je tam pokopan. 21. decembra leta 1844 je umrl po kratki bolezni zaradi vnetja pljuč.

## Delo
Ko je Krempl študiral v Gradcu, so tam začeli poučevati slovenski jezik. Prvi graški profesor slovenščine Janez Nepomuk Primic je zbiral okrog sebe slovenske bogoslovce ter jih navduševal za slovenski jezik. Tudi Krempl se je pridružil tem bogoslovcem in se vneto učil materinščine. V Gradcu se je tudi izoblikovalo njegovo zanimanje za zgodovinopisje, ki ga je s predavanji spodbudil Albert Muchar.
Ko je Anton Krempl končal šolanje, je začel s službovanjem kot kaplan. Njegov prvi župnik je bil Mihael Jaklin, ki ima največje zasluge, da je Krempl oblikoval narodno zavest. Spodbujal ga je, da je vadil pisanje in izgovarjavo slovenščine. Ko je bil Anton premeščen v Ormož, je začel s prvimi pisateljskimi poskusi v materinem jeziku. Na Ptuju je bil najprej kaplan, nato pa nadžupnikova desna roka. Tam je spoznal zgodovinarja Simona Povodna, ki ga je navdušil za domače zgodovinopisje. Ko je Krempl prevzel v upravljanje župnijo sv. Lovrenca, je bilo tam vse zapuščeno, zato je obnovil cerkev in župnišče. Krempl je bil tudi odločen govornik, a ga je nekaj ljudi kljub temu in prav zato sovražilo in preganjalo. Ni mu preostalo drugega, kot da zamenja delovno mesto in tako se je preselil k Mali Nedelji. 

## Dogodivšine štajerske zemle
Anton Krempl je bil tudi pesnik in pisatelj, pisal je namreč pesmi, pridige, molitvenike in šolske učbenike. 
Njegovo najpomembnejše delo je zagotovo Dogodivšine štajerske zemle, saj je prva obsežnejša zgodovinska knjiga v slovenskem jeziku. V tej knjigi se Krempl ni osredotočil samo na politiko, temveč se je ukvarjal tudi z verskim, kulturnim in vsakdanjim življenjem Slovencev. Knjiga prav gotovo ni brez napak, vendar jo je potrebno jemati kot produkt, ki je nastal v zgodnejšem obdobju proučevanja zgodovine v slovenskih pokrajinah. Zato je to delo zelo pomembno, saj je vseeno prvo obsežnejše zgodovinsko delo v slovenščini. Večina Kremplovih tekstov je bilo pisanih v bohoričici, Dogodivšine pa so bile v celoti pisane v gajici. Ker pa je Krempl to delo pisal v času predmarčni dobi, je moral knjigo dati v pregled in cenzuro pred tiskom. Ker je bilo cenzurnih predpisov veliko, je moral knjigo pred izdajo zaradi pripomb cenzorjev štirikrat predelati in na novo prepisati. Tako je to pomembno delo v celoti izšlo šele leta 1845.

## Dela
- Nemško- slovenski Katekizmuš
- Molitvena knjižica
- Kratke predge
- Male molitvenice
- Dogodivšine štajerske zemle. Z' posebnim pogledom na Slovence

## Zanimivosti
France Prešeren je po izidu Dogodivšin, po Krempljevi smrti, zapisal naslednjo zbadljivko:
»Krempeljnu.

Nisi je v glavo dobil, si dobil le slovenščino v kremplje;

duh preonemčeni slab, voljni so kremplji bili.«
Dela Krempla Dogodivšine Štajerske zemle je bila vir za Jožefa Košiča: Zgodbe vogerszkoga králesztva so bile prva prekmurska zgodovinska knjiga.